# Чертановская улица
Черта́новская у́лица (название утверждено в 1968 году) — улица в Южном административном округе Москвы, одна из двух главных магистралей районов Чертаново Северное, Чертаново Центральное и Чертаново Южное.

## Описание
Улица пролегает от Балаклавского проспекта до улицы Академика Янгеля, является продолжением Симферопольского бульвара. Направлена приблизительно с севера на юг, нумерация домов начинается от Балаклавского проспекта. Длина составляет 5,2 км.
По всей своей длине является трёхполосной в обоих направлениях. По её середине проходит выделенная трамвайная линия. Окончание трамвайной линии совпадает с окончанием улицы: за пересечением Чертановской с улицей Академика Янгеля находится трамвайное кольцо «Улица Академика Янгеля». Ещё одно (неиспользуемое) кольцо этой линии, «Улица Красного Маяка», находится неподалёку от пересечения Чертановской с улицей Красного Маяка.
Кроме Балаклавского проспекта и улицы Академика Янгеля, улица пересекает Сумскую улицу, Сумской проезд (2 раза), Днепропетровскую улицу (также 2 раза), улицу Красного Маяка и Кировоградский проезд. На пересечении с улицей Красного Маяка устроен круговой перекрёсток, прорезанный для движения трамваев.

## Происхождение названия
Как и район Чертаново, улица наследует название деревни Чертаново, существовавшей в этом районе (на юго-западе пересечения Сумского проезда и Кировоградской улицы) до современной застройки. Происхождение названия этого топонима не вполне ясно и имеет несколько разных версий.

## История

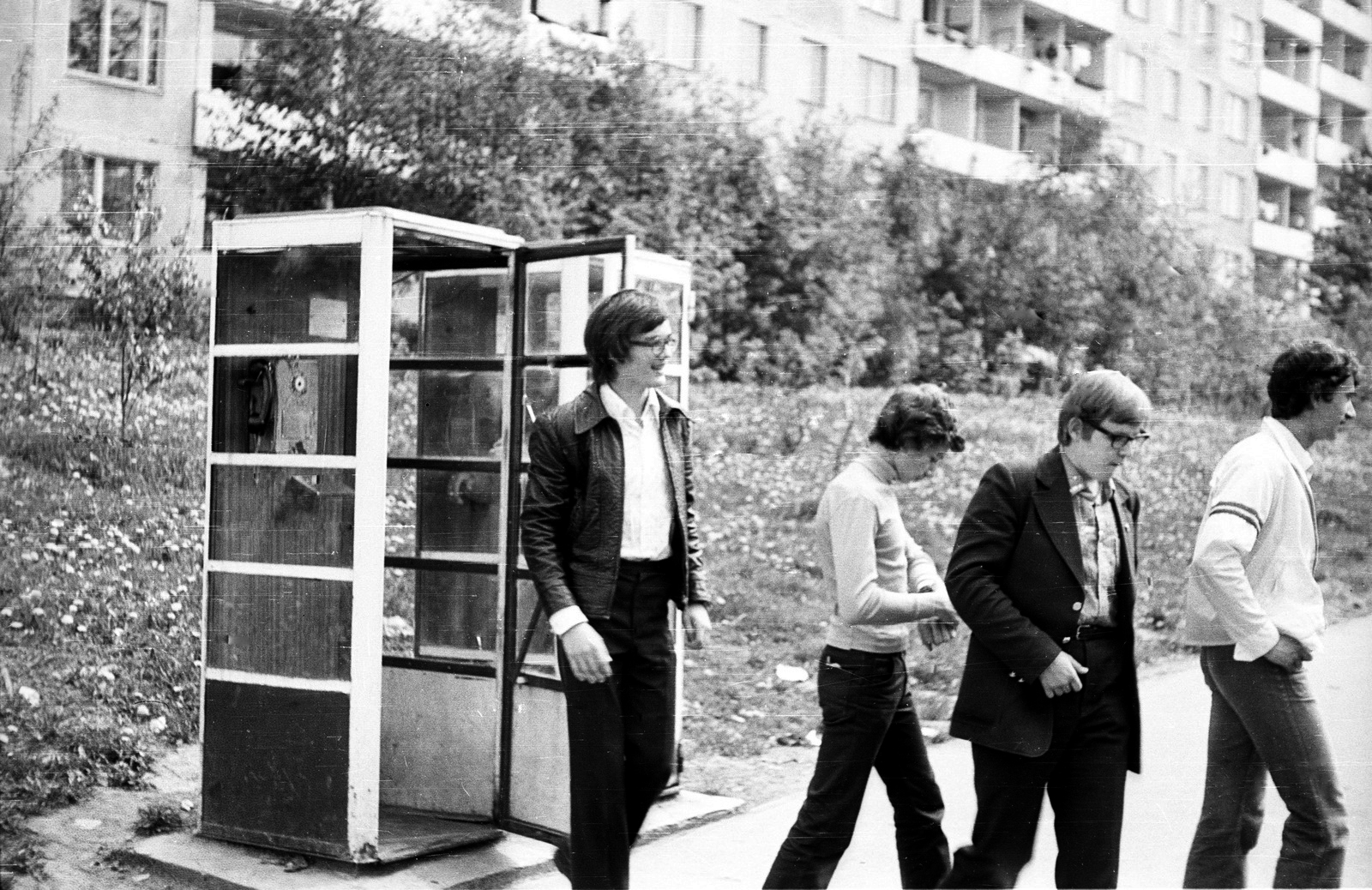
Ул. Чертановская, 1981

Деревня Чертаново упоминается в материалах Генерального межевания конца XVIII века. В 1884 году в деревне числилось 42 дома с населением 339 человек, имелись земское училище, постоялый двор, лавка и два трактира. В 1960 году Чертаново вошло в черту Москвы и с 1970 года стало районом массовой жилой застройки.

## Примечательные здания и сооружения
По нечётной стороне:
- № 3, корп. 2 — в этом доме жил актёр Вадим Спиридонов[4]
- № 7, корп. 2 — центр образования «Чертаново» (футбольная школа)

По чётной стороне:
- № 2 — храм иконы Божией Матери «Державная» в Чертанове
- № 14а и 28а — детская городская поликлиника № 129
- № 30, корп. 4 — в этом доме жил певец Геннадий Белов[5]
- № 64, корп. 1 — в этом доме жил футболист Борис Татушин[6]

## Транспорт
- Станции метрополитена (все станции принадлежат  Серпуховско-Тимирязевская линия):

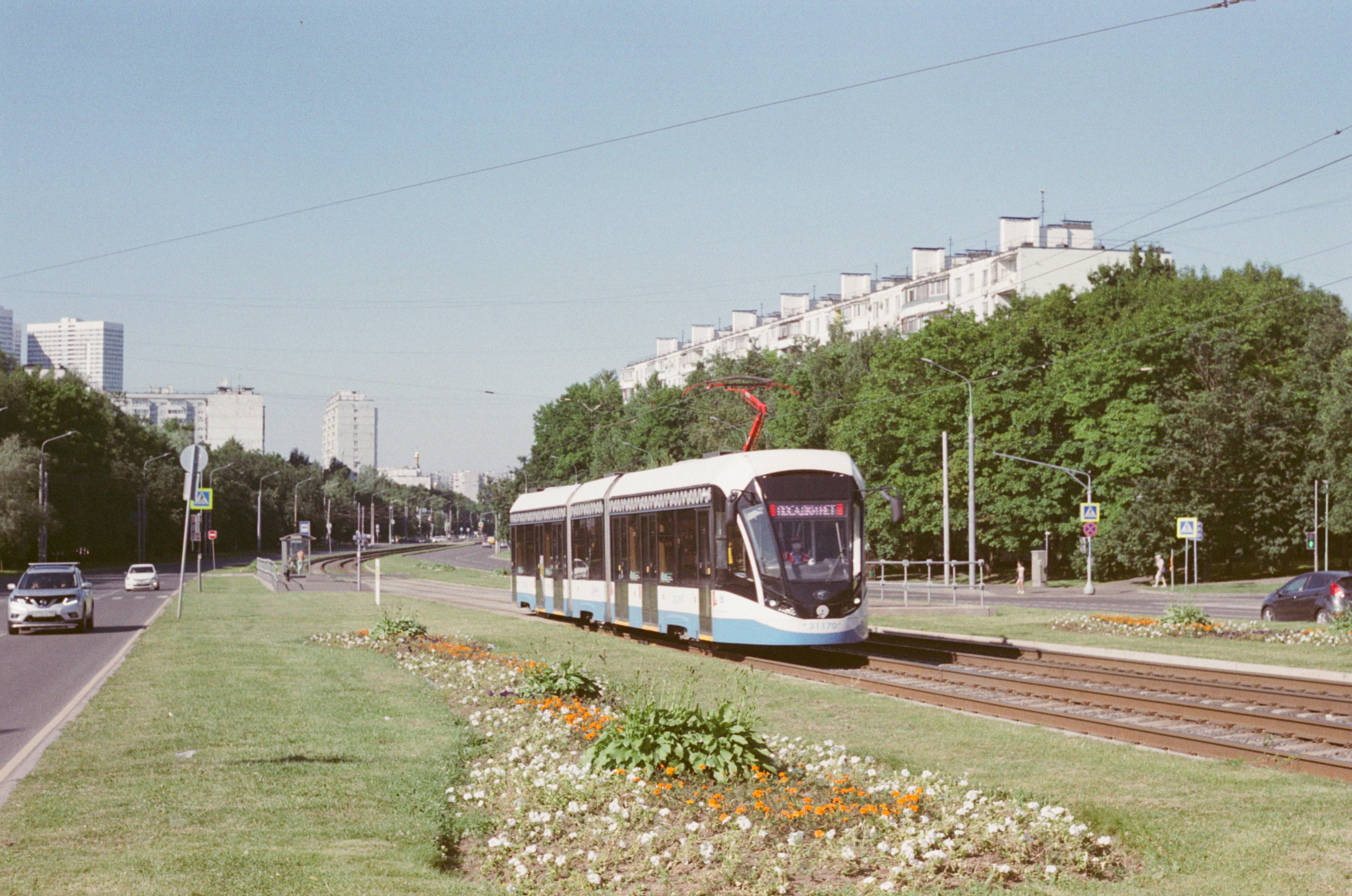
Трамвай Витязь-М на Чертановской Улице

 «Чертановская» — в начале улицы
 «Южная» — в 800 метрах от пересечения с Сумской и Днепропетровской улицами
 «Пражская» — в 700 метрах от пересечения с улицей Красного Маяка
 «Улица Академика Янгеля» — в 800 метрах от пересечения с одноимённой улицей
- Автобусы: 922, 938, 968 (только в южном направлении), с960 (только в южном направлении), с941, с929, с960, с977. Пересекают улицу: 852, с163, м84, м96, м97
- Трамваи: 1, 16 — проходят улицу полностью.

## В культуре
- Секретарша Верочка (Лия Ахеджакова) из кинофильма «Служебный роман» Эльдара Рязанова проживала на Чертановской улице в то время ещё нового района Чертаново — именно там происходили съёмки при первом знакомстве с персонажем. В начале картины Верочка  в голубом берете и заграничных брюках клёш, опаздывая на работу, нервно ожидает трамвая среди других москвичей[7].
- Улица показана в кинофильме «Осень, Чертаново…» И. Таланкина по мотивам повести «Ум лисицы» и других произведений Георгия Семёнова.
- Южную часть Чертановской улицы можно видеть в кинофильме «Дама с попугаем» Андрея Праченко. Хорошо видны дома 58-1 (жилой дом с магазином «Диета» на нижнем этаже), 59 (АТС), 60-1, двор дома 48-2. Подробно показано 136-е отделение милиции.
- По несуществующему адресу ул. Чертановская, д. 6, корп. 2, кв. 62 живёт семья главной героини телесериала «Ольга».